# Phan Tôn Tịnh Hải
Phan Tôn Tịnh Hải (sinh ngày 13 tháng 6 năm 1976) là một đầu bếp chuyên nghiệp, là một chuyên gia, thạc sĩ Ẩm thực nổi tiếng, nằm trong tốp 10 những đầu bếp nổi tiếng nhất tại Việt Nam.
Bà đã có hơn 20 năm kinh nghiệm trong ngành ẩm thực và tốt nghiệp Thạc sĩ ngành Ẩm thực và Dinh dưỡng tại New York, Tịnh Hải hiện đang giữ chức Tổng giám đốc Công ty cổ phần Nghệ thuật ẩm thực Việt (VCA) đồng thời cũng là hiệu trưởng kiêm giảng viên trường đào tạo bếp Mint Culinary School.
Tịnh Hải là thành viên Ban Giám khảo chương trình Masterchef Việt Nam các năm 2013, 2015, 2016, 2017.

## Tiểu sử
Phan Tôn Tịnh Hải sinh ra và lớn lên trong gia đình Hoàng tộc có truyền thống ẩm thực cung đình Huế. Mẹ cô chính là Nghệ nhân Ẩm thực nổi tiếng xứ Huế - Tôn Nữ Thị Hà.
Tịnh Hải cho biết bà được bà ngoại và mẹ dạy nấu ăn khi còn bé. Đến năm 14 tuổi, bà đã phụ mẹ nấu tiệc đãi các chính khách Trung ương và quốc tế, khách du lịch đến thăm và làm việc tại Huế trong nhà vườn của gia đình mang tên Tịnh Gia Viên. Vì thế, có thể thấy Chef Tịnh Hải có một nền tảng ẩm thực vững chắc, điều tạo nên trong bà tình yêu ẩm thực và góp phần rất nhiều trong sự nghiệp bếp núc của bà
Tuy nhiên, Tịnh Hải không dừng lại ở tình yêu ẩm thực, bà còn thử sức với ngành Luật. Khi ấy bà học Luật tại trường Đại học Huế, đồng thời cũng học song song tại trường cao đẳng văn hóa du lịch. Sau khi tốt nghiệp, Phan Tôn Tịnh Hải được mời về giảng dạy tại Trường trung cấp du lịch Huế.
Tại đây, Chef Tịnh Hải may mắn được làm việc với một MasterChef từ Luxembourg đến trường cộng tác giảng dạy - Mr. Tony. Nhận ra tài năng của Tịnh Hải, ông đã chọn bà tham dự vào khóa huấn luyện đặc biệt và thực tập tại các khách sạn 5 sao ở Hà Nội. Lúc đó Chef Tịnh Hải nhận ra rằng ẩm thực mới là niềm đam mê thật sự và phù hợp với năng khiếu của bản thân.
Năm 2003, Phan Tôn Tịnh Hải tiến thân vào thành phố Hồ Chí Minh lập nghiệp với ước mơ trở thành một đầu bếp chuyên nghiệp, bắt đầu mọi việc từ con số "không".
Thời gian đầu Nam tiến thật sự khó khăn nhưng không làm bà nản chí. Bằng cả một sự quyết tâm không ngừng nghỉ cộng với sự may mắn, cô cũng tìm được một công việc yêu thích là giảng dạy tại các trường ẩm thực du lịch.
Cuối cùng, sau 5 năm lăn lộn với nghề tại mảnh đất Sài Gòn, năm 2008, bà đã tự tay thành lập trường VCA (Trường Nghệ thuật Ẩm thực Việt)- nơi mà chị đặt tất cả tâm huyết và ước mơ của mình vào nghệ thuật ẩm thực Việt.
Bên cạnh công việc đứng lớp, Tịnh Hải còn tham gia biểu diễn các chương trình Chefs quốc tế tại Hoa Kỳ, Châu Á và các Tiểu vương quốc Ả Rập thống nhất. Ngoài ra chị còn là Giám khảo các cuộc thi Ẩm thực Việt Nam và Thần Tượng Ẩm Thực (Chương trình truyền hình SNTV); Giám khảo vua đầu bếp Việt Nam năm 2013; Chuyên gia ẩm thực của các kênh truyền hình như: Sức Sống Mới, VTC, VTV…

## Công việc
- Tổng Giám đốc Công ty Cổ phần Nghệ Thuật Ẩm Thực Việt, TP Hồ Chí Minh.
- Hiệu trưởng và Giảng viên tại VCA Culinary School, TP. Hồ Chí Minh (Trường Đào Tạo Bếp Nghệ Thuật Ẩm Thực Việt, tiền thân là trường đào tạo bếp Mint)
- Thành viên Hội đồng khoa học Viện Nghiên cứu Ẩm thực Việt Nam và Đề án Bếp Việt cho thế giới, TP Hồ Chí Minh.
- Giám Đốc nghiên cứu và phát triển sản phẩm thực phẩm công nghệ của công ty CPTP Ba Huân từ năm 2013
- đến 2018.
- Nguyên là Đại sứ thương hiệu Knorr tại Việt Nam thuộc tập đoàn Knorr của công ty Unilever Việt Nam thời gian 3 năm
- Nguyên Đại sứ thương hiệu Phở BigBowl[7] thuộc Auto Grill tập đoàn nhà hàng Italy tại Việt Nam, thời gian 3 năm.
- Giám Đốc nghiên cứu và phát triển sản phẩm ẩm thực của Little Hội An Group tại Hội An, Quảng Nam từ năm 2019 đến nay.
- Uỷ viên ban thường vụ Hiệp Hội Văn Hoá Ẩm Thực Việt Nam – Trưởng ban đào tạo 2019 đến nay

## Chương trình truyền hình
- Giám khảo Chương trình “Top Chef - Đầu Bếp Thượng Đỉnh” năm 2019.[3]
- Giám khảo Chương trình truyền hình quốc tế “Iron Chef Vietnam” (Siêu Đầu Bếp Việt Nam) năm 2012[7].
- Giám khảo Chương trình truyền hình VTV3 “Vua đầu bếp Việt Nam – Masterchef VietNam” và “Vua Đầu Bếp Nhí Việt Nam- Masterchef Junior VietNam” năm 2013, 2015, 2016, 2017.
- Giám Khảo Chương trình sức khoẻ cộng đồng “Cơm Ngon Con Khoẻ” 2014.
- Giám Khảo Chương trình truyền hình VTV9 “Đấu Trường Ẩm Thực” 2017, 2018.
- Giám khảo Chương trình truyền hình SNTV “Thần Tượng Bếp” và các chương trình thi ẩm thực.
- Tham gia nhiều chương trình giới thiệu và tư vấn cộng đồng về Ẩm Thực trong cuộc sống trên truyền hình Việt Nam các kênh: VTV3, VTV1, VTV9, HTV7, HTV9.

## Giải thưởng và khen thưởng
- Kỷ lục gia “Con phượng hoàng tỉa bằng củ, quả lớn nhất Việt Nam”
- Năm 2012: Bằng Chứng nhận Kỷ lục Châu Á (Asia Book Of Record)[8]
- Đạt Kỷ lục Châu Á cho tác phẩm “Bánh Phượng Hoàng lớn nhất” (cao 6.8m, rộng 4,2 m)[9]